# متیو گلاو
متیو گلاو (به انگلیسی: Matthew Glave) (زاده ۱۹ اوت ۱۹۶۳) بازیگر آمریکایی است.
از فیلم‌های معروف او می‌توان به بازی در فیلم روز گردش بچه، ستاره راک، زنان واقعی، جورج فورمن بزرگ و خانه‌خراب اشاره کرد.